# Таяммум

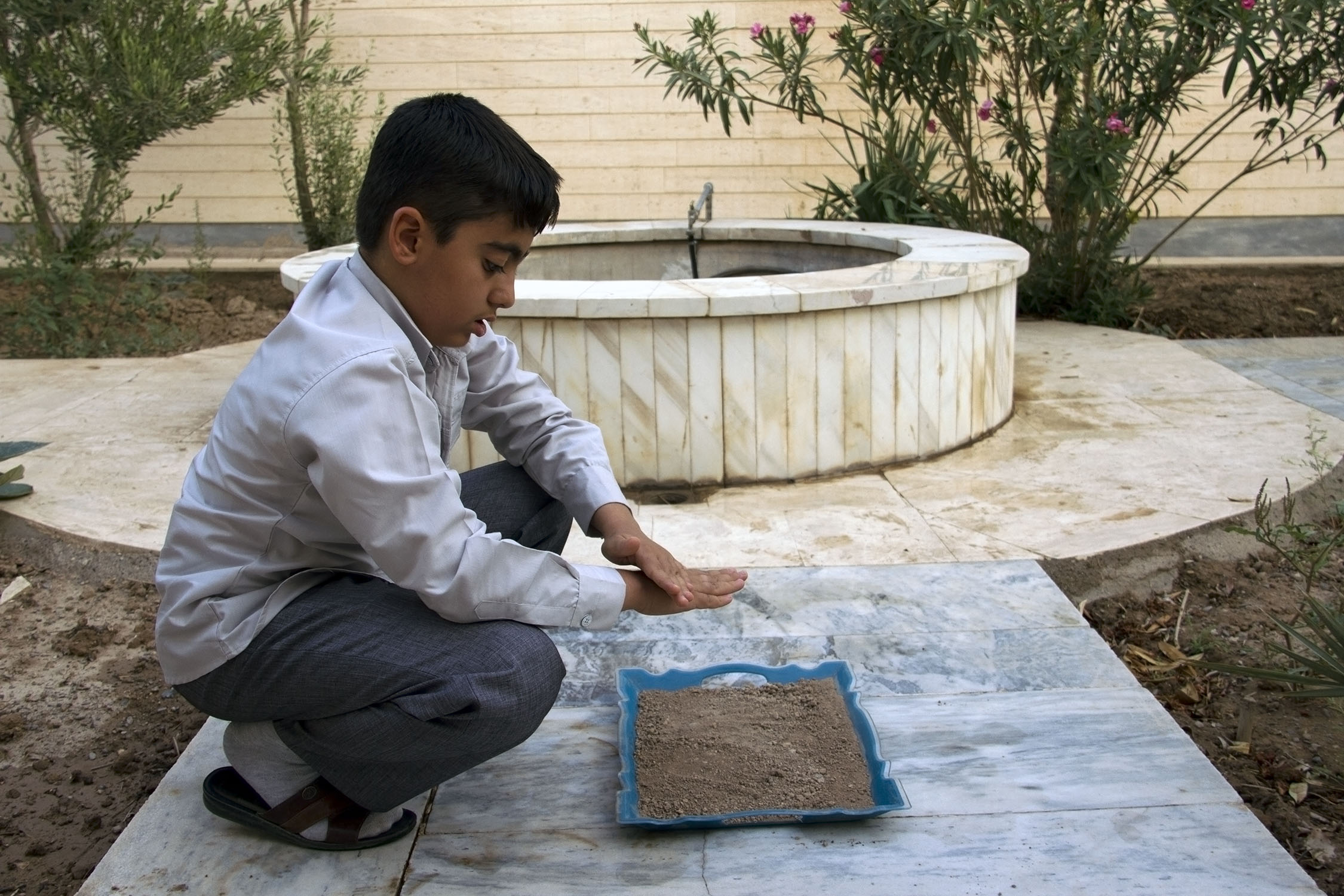

Таяммум (араб. تيمم‎, тайаммум) — в исламе — очищение песком или специальным камнем, совершаемое в особых случаях вместо омовения водой. Для совершения таяммума используют сухую землю, пыль, известь, гипс, цемент, глину и т. д..

## История
В 5 году хиджры (627 г. н.э.) во время сражения с племенем Бану Мусталик, мусульмане не могли найти воды для совершения омовения, и тогда пророку Мухаммеду был ниспослан аят об омовении водой и таяммуме.

О вы, которые уверовали! Когда вы приступаете к совершению ритуальной молитвы, то умойте ваши лица и руки до локтей, проведите [мокрой рукой] по голове и помойте ноги до щиколоток. А если вы находитесь в ритуальном осквернении, то искупайтесь. Если же вы больны или находитесь в поездке, если кто-либо из вас справил нужду или соприкоснулся с женщиной и [при этом] не может найти воду, то совершайте омовение чистым мелким песком, обтирая им лицо и руки. Аллах [вовсе] не хочет создавать для вас неудобства — он желает вам очищения и хочет довести до завершения своё благоволение к вам. Может быть, вы возблагодарите [Его].
—  5:6 (Османов)

## Причины для совершения
Омовение песком делается в следующих случаях:
1. Если в радиусе 2-3 километров нет необходимого количества воды для совершения омовения-вуду
2. Если в случае омовения водой есть опасность заражения раны, заболевания простудой и т.д.
3. Если существует опасность со стороны врагов, грабителей и т. д..
4. При малом количестве воды, необходимом для питья.

## Порядок совершения
Тайаммум совершается следующим образом:
1. Делается намерение в сердце (ният) для совершения таяммума.
2. Ладони в раскрытом виде ударяются о песок, землю или пыль. Если песчинки или пыль прилипли к ладоням, то их стряхнуть, ударив руки друг о друга.
3. Открытыми ладонями и пальцами одновременно протирается лицо.
4. Ударенными о песок во второй раз руками протирается правая рука от пальцев до локтя.
5. Ударенными о песок в третий раз руками протирается левая рука от пальцев до локтя.

## Условия нарушения
Все, что нарушает омовение-вуду, также нарушает и таяммум. В случае устранения причин, при которых невозможно использовать воду (например, обнаружения воды или заживление раны), таяммум становится недействительным и необходимо совершить омовение водой.